# Con O'Kelly
Con O'Kelly (n. 29 octombrie 1886, Dunmanway⁠(d), Munster⁠(d), Irlanda – d. 3 noiembrie 1947, Kingston upon Hull, Anglia, Regatul Unit) a fost un luptător ce a reprezentat Irlanda, medaliat olimpic. A participat la o ediție a Jocurilor Olimpice (1908) în care a câștigat o medalie de aur.

## Participări
Lista de mai jos prezintă principalele competiții la care a participat Con O'Kelly de-a lungul carierei.
- wrestling at the 1908 Summer Olympics – men's freestyle heavyweight[*]